# Nicoletto Diversi
Nicoletto Diversi (Lucca, ... – dopo il 1404) è stato un nobile e cortigiano italiano di famiglia lucchese nato intorno alla prima metà del XIV secolo.

## Biografia
Era figlio di Nello di Lippo che faceva parte dei Quartigiani, famiglia nobile di Lucca preminente nella politica locale sin dal secolo precedente. 
Le prime informazioni sulla sua attività risalgono al 1364, citato come sostenitore di Firenze nella guerra tra questa città, Lucca e Pisa.
Agli inizi degli anni 1380 passò al servizio di Gian Galeazzo Visconti gestendo le entrate del ducato di Milano, anche se non è chiaro come acquisì queste capacità.
Divenne cittadino di Milano ed incontrò i favori del duca che lo teneva in grande conto. 
La sua fortuna crebbe notevolmente e fu in grado di acquistare terreni e proprietà nel ducato di Milano, facendo costruire a Pavia il Palazzo dei Diversi. Fu spesso a Lucca e a Pisa per curare gli interessi del duca. In una di queste occasioni rimase coinvolto in una manovra tendente a far acquisire Pisa al ducato di Milano, venne scoperto e arrestato e riuscì ad essere liberato soltanto dopo il pagamento di una notevole somma di denaro.
A seguito di questo evento cadde in disgrazia presso il duca e di lui si perse ogni traccia. Non si conosce ne il luogo ne la data della sua morte, che dovrebbe essere stata successiva al 1404.